# Émeute de Santa Fe

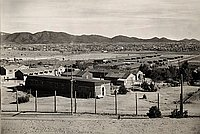
Camp d'internement de Santa Fe pendant Seconde Guerre Mondiale.

L'émeute de Santa Fe est une confrontation survenue dans un camp d'internement japonais près de Santa Fe, au Nouveau-Mexique, pendant la Seconde Guerre mondiale. Le 12 mars 1945, environ 275 internés se rassemblent au camp Santa Fe pour protester contre le transfert de trois hommes vers un autre camp.Une échauffourée éclate entre les internés et les agents de la patrouille frontalière gardant l'installation, entraînant l'utilisation de grenades lacrymogènes, de matraques, et la blessure grave de quatre internés.

## Contexte
En février 1942, le ministère de la Justice acquiert 80 acres de terrain et un ancien camp du Civilian Conservation Corps du pénitencier de l'État du Nouveau-Mexique afin d'établir une installation pour les « étrangers ennemis ». Contrairement aux camps de réinstallation de guerre, qui étaient beaucoup plus grands, le camp d'internement de Santa Fe, ou Camp Santa Fe, était gardé par des agents de la patrouille frontalière plutôt que par des soldats. Le camp original pouvait accueillir 450 personnes, mais en mars 1942, l'installation avait été agrandie pour en accueillir 1 400. Le logement comprenait des bâtiments en bois et en papier goudronné et 100 « huttes de la victoire », cependant, la plupart des huttes ont ensuite été remplacées par des casernes en bois de style militaire,.
Le premier groupe d'internés se composait de 826 hommes japonais de souche californienne, transférés dans d'autres installations en septembre 1942. Des internés allemands et italiens occupèrent le camp jusqu'en février 1943 et en 1945, il fut à nouveau agrandi pour accueillir 2 100 Japonais de souche. Le deuxième groupe de Japonais ethniques comprenait 366 jeunes hommes « à problèmes » du Tule Lake War Relocation Center qui avaient renoncé à leur citoyenneté américaine en vertu de la loi de renonciation de 1944, faisant d'eux des étrangers ennemis du point de vue du gouvernement et éligibles à l'incarcération dans des campements spéciaux,,.
La violence au Camp Santa Fe n'était pas inconnue. Par exemple, au printemps 1942, une petite armée de locaux, équipée de fusils de chasse et de haches, a rejoint le camp Santa Fe après avoir entendu la nouvelle de la Bataan Death March, au cours de laquelle plusieurs hommes néo-mexicains ont été tués. Cependant, le commandant du camp a réussi à persuader les attaquants potentiels de renoncer, estimant que cela ne ferait qu'aggraver le traitement des prisonniers de guerre américains détenus par les Japonais.
Les internés de Tule Lake ont été décrits par l'auteur Everett M. Rogers : « Ils portaient des bandeaux blancs sur leurs crânes rasés, soufflaient dans des clairons et se comportaient de manière militante japonaise. Ils étaient organisés en deux groupes, avec des dirigeants qualifiés de « maussades » par le chef de la sécurité du camp, Abner Schrieber. Le premier groupe s'appelait Sokuji Kikoku Hoshi-Dan, ce qui signifie « l'organisation qui revient immédiatement à la patrie pour servir ». La seconde s'appelait Hikoku Seinen-Dan, « l'organisation pour servir notre mère patrie ». Les jeunes « Tuléens », comme dénommés, étaient très différents des résidents plus âgés du camp là depuis plus longtemps. Des « coups isolés » ont eu lieu entre ces deux groupes et, selon Rogers, « une brigade de suicide musclée menaça de mort les censeurs du camp »,.

## Émeute
Le 10 mars, les gardiens du camp ont procédé à une fouille complète des 366 hommes du lac de Tule, confisquant plusieurs dizaines de chemises blanches ornées du soleil levant, interdites dans l'établissement. Les chemises faisant partie d'une sorte d'uniforme, les internés protestèrent. En réponse, le commandant du camp s'arrangea pour que les dirigeants de la manifestation, trois hommes, soient transférés à Fort Stanton, qui abritait également des internés ennemis. S'attendant à des ennuis, il posta également des gardes supplémentaires, équipés de masques à gaz, de mitraillettes et de fusils de chasse, leur prévenant de rester vigilants,.
Dans la matinée du 12 mars, entre 250 et 300 internés se sont rassemblés au grillage devant le centre administratif du camp pour assister au départ des trois hommes et manifester. À un moment donné, une bagarre éclata et certains membres de l'ethnie japonaise commença à jeter des pierres sur les agents de la patrouille frontalière gardant la zone. Selon Abner Schrieber, il demanda à la foule de manifestants de se disperser « quatre ou cinq fois » et demanda à sa secrétaire de prendre des notes pour son rapport officiel sur l'incident. Lorsque les demandes de dispersion furent ignorées, Schrieber ordonna à ses hommes de tirer des grenades lacrymogènes sur la foule et de la disperser à l'aide de matraques. La mêlée qui suivit fut brève, mais pendant ce temps, quatre hommes furent suffisamment blessés nécessitant une hospitalisation. Les quatre hommes étaient Mitsuo Hirashima, Akira Osugi, Gentaro Ono et Isamu Uchida,,.

## Conséquences
Selon Everett Rogers, le conflit a été « de courte durée et sans conséquence ». Cependant, 350 des internés ont été séparés des autres et placés dans une palissade, où ils sont restés pendant plusieurs mois, et dix-sept autres ont été envoyés au camp d'internement de Fort Stanton. Il n'y a eu aucun autre conflit dans le camp, même après le déplacement ultérieur de 399 autres hommes du Tule Lake Center,.
Le camp de Santa Fe est resté ouvert après la fin de la guerre le 2 septembre 1945, pour servir de centre de traitement pour la réinstallation des internés japonais de souche vers leur lieu d'origine. Il a finalement été fermé en mai 1946 ou peu de temps après. Aujourd'hui le site du camp est occupé par un lotissement résidentiel. Au cimetière de Rosario, situé à 800 mètres du camping, se trouvent les tombes de deux des hommes décédés pendant leur internement. De plus, en 2002, un gros rocher avec une plaque racontant l'histoire du camp a été placé près du site comme mémorial,.